# Uli Gsell

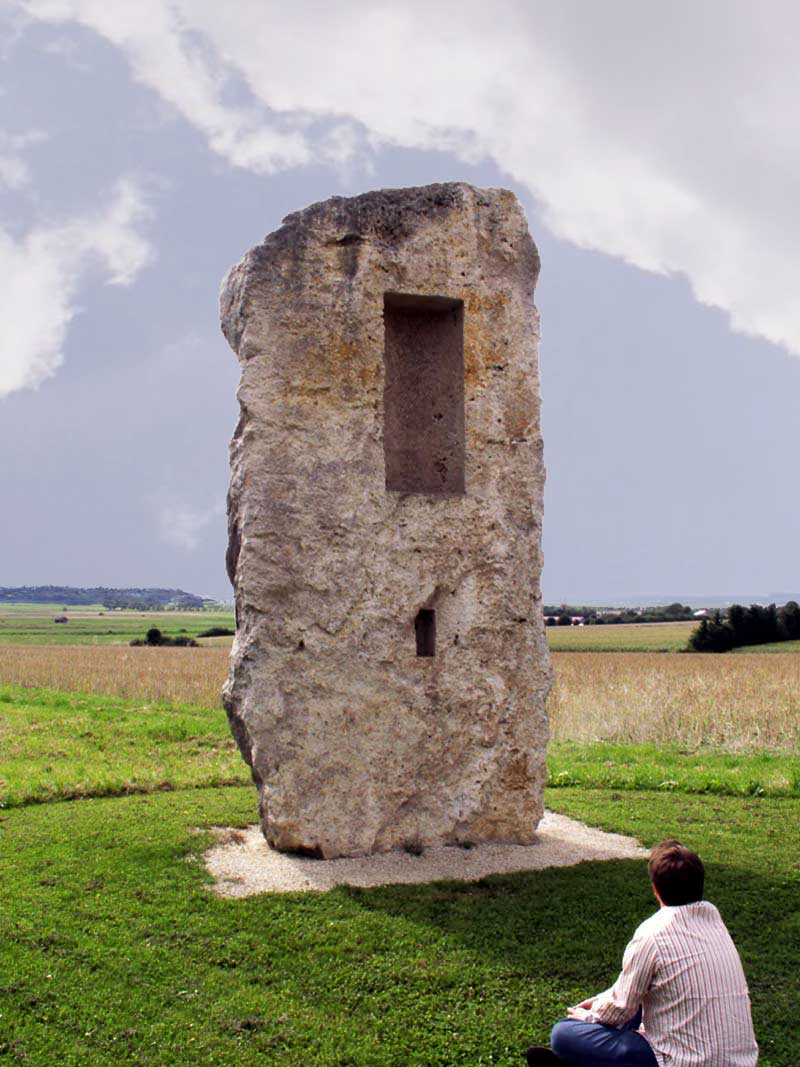
Vom Morgen bis zum Abend in Oggelshausen

Uli Gsell (* 1967 in Stuttgart) ist ein deutscher Bildhauer, der in Ostfildern bei Stuttgart lebt und arbeitet.

## Leben und Werk
Uli Gsell studierte von 1988 bis 1993 Bildhauerei bei Karl-Henning Seemann, Josef Nadj, Robert Schad und Micha Ullman an der Staatlichen Akademie der Bildenden Künste Stuttgart. Im Jahre 1994 besuchte er die Escuela Nacional de Pintura, Escultura y Grabado „La Esmeralda“ in Mexiko-Stadt um bei dem japanisch-mexikanischen Bildhauer Kiyoto Ota zu studieren. Er schloss seine Ausbildung in den Jahren 1995/96 bei Micha Ullman ab. Von 1999 bis 2000 war er an Kunstschule Unteres Remstal in Baden-Württemberg als Bildhauer. Seit 2004 ist er Dozent an der Universität von Stuttgart.

## Werk (Auswahl)
Gsell arbeitet regelmäßig bei Bildhauersymposien mit und erstellt Skulpturen, die auf Skulpturenwegen und -parks aufgestellt sind:
- Skulpturenweg in Bilsdorf (Teil der Straße des Friedens) in Bilsdorf Luxemburg: Steininnenraum (1996)
- Skulpturenfeld Rottweil in Rottweil: Marbacher Tisch (1999)
- Bildhauersymposion Oggelshausen in Oggelshausen: Vom Morgen bis zum Abend (2000)
- Jahrhundertdenkmal Gruibingen in Gruibingen: Zeit-Raum (2001)
- Skulpturenweg Ditzingen-Heimerdingen in Ditzingen: Heimerdinger Köpfe (2002)
- Symposium Essaouira in Essaouira, (Marokko): Windberg (2003)
- Skulpturenweg Rheinland-Pfalz – Kaiserslautern in Kaiserslautern: Kopf (2005)
- Skulpturenweg Rheinland-Pfalz – Stelzenberg in Stelzenberg: Schweinstäler Kopf (2005)
- Skulpturenpfad Besigheim: in Besigheim Position (2005) und in Hessigheim Katarakt (2006)
- Skulpturenweg Kunstweg am Reichenbach bei Gernsbach: Murg (2007)
- Skulpturenweg Dudenhofen in Dudenhofen bei Speyer: Kopf
- Paracelsus-Gedenkstein, Hohenheimer Gärten in Stuttgart (2013)
- Denkmal für Utta Keppler in Tübingen (2015)